# 600 Musa
600 Musa هو كويكب، يقع ضمن حزام الكويكبات. اكتشف في 14 يونيو 1906. وقد اكتشفه جويل هاستينغز ميتكالف.

## روابط خارجية
- 600 Musa في قاعدة بيانات مختبر الدفع النفاث لأجرام النظام الشمسي الصغيرة

- الاكتشاف · مخطط المدار ·  العناصر المدارية · المعلمات المادية

- 600 Musa على موقع ويكي سكاي: DSS2, SDSS, GALEX, IRAS, Hydrogen α, X-Ray, Astrophoto, Sky Map, Articles and images